# IC 459
IC 459 је галаксија у сазвјежђу Рис која се налази на листи објеката дубоког неба у Индекс каталогу.
Деклинација објекта је + 50° 10' 40" а ректасцензија 7h 10m 38,6s. Привидна величина (магнитуда) објекта IC 459 износи 14,5 а фотографска магнитуда 15,5. IC 459 је још познат и под ознакама CGCG 234-82, NPM1G +50.0077, PGC 20311.